# CouchSurfing
Proiectul CouchSurfing este un serviciu de ospitalitate internațional gratuit bazat pe Internet. Din iulie 2008, are mai mult de 600.000 de membri în 231 de țări și teritorii. După diferiți indicatori se poate estima că sunt foarte mulți membri activi care folosesc acest site, cu 49% oferindu-și canapelele pentru a găzdui călători (cu alți 23% afirmând „poate“ și alți care momentan călătoresc).
Mottoul sitului, creat de fondatorul Casey Fenton, este „Participă la crearea unei lumi mai bune, pe rând câte o canapea“.
Termenul de CouchSurfing s-ar putea traduce prin a naviga printre canapele, dar este preferabil de a se folosi termenul englezesc CouchSurfing deoarece momentan utlizatorii români din acest site nu au ajuns la o concluzie în traducerea acestui cuvânt. Site-ul prezintă profile extinse, folosește un sistem opțional de verificare prin cardul de credit, un sistem personal de garantare, un sistem personal de referințe pentru a crește securitatea și încrederea. Sunt încă multe alte opțiuni pe care acest site le oferă, precum discuții in grupuri pe interese, o funcțiune de a crea și organiza întâlniri, live chat și mult mai mult.
În iunie 2006 se pierde baza de date a site-ului, inițial s-a anunțat terminarea, închiderea proiectului; dar, după câteva zile se confirmă încercarea de reconstituire a site-ului, utilizatorii având ocazia să se logheze din nou pe site (dar nu puteau accesa toate funcțiile).
În data de 3 iulie 2006 se anunță relansarea site-ului CouchSurfing sub numele de CouchSurfing 2.0, plănuindu-se să devină operațional în 10 zile de la lansare.[nefuncțională]
 Încă din 7 iulie 2006 www.couchsurfing.com devine din nou operațional la capacitate maximă deși, în mare parte sunt profile inactive, o mare parte din mesajele personale și anunțurile din grupuri se pare că s-ar fi pierdut. Această versiune CouchSurfing 2.0 vine și cu câteva îmbunătățiri și cu o nouă deviză a site-ului: „Participă la crearea unei lumi mai bune, pe rând câte o canapea“.
În august 2006 a fost lansat CS wiki Arhivat în 5 septembrie 2008, la Wayback Machine. unde toți sunt invitați să participe să ajute la îmbunătățirea CouchSurfing.